# 村中恭兵
村中 恭兵（むらなか きょうへい、1987年10月25日 - ）は、神奈川県愛甲郡愛川町出身の元プロ野球選手（投手）。左投左打。

## 経歴

### プロ入り前
小学校2年生時に、「中津リバーズ」で一塁手として野球を始める。中学時代は相模原南シニアに所属。左投げが買われ、一塁手と投手を兼任した。
2003年に東海大甲府高校に進学すると、同姓の村中秀人監督の下でプレー。チームがその年の夏に夏の選手権本大会へ出場すると、自身もベンチ入りを果たしたが、登板の機会はなかった。翌2004年の夏には、チームが2年連続で選手権の本大会出場を果たしたにもかかわらず、自身は故障からの復帰途上でベンチにも入れなかった。故障が癒えた2年時の秋からエースの座をつかんだものの、3年時夏の選手権山梨大会では、3回戦で日本航空高校に敗れた。
高校時代には前述した事情で甲子園球場のマウンドに立てなかったが、東京ヤクルトスワローズスカウトの鳥原公二が「辻内が『剛』なら、村中は『柔』。器用でコントロールが良く、将来性は十分」と評価したり、NPBドラフト会議での指名に必要な調査書が（ヤクルトを含む）全12球団から届けられたりするほど、素材型の好投手として注目されていた。実際には、2005年のNPB高校生ドラフト会議1巡目でヤクルトから単独指名。元投手の鳥原が交渉を担当した後に、契約金7500万円、年俸720万円（金額は推定）という条件で入団した。入団当初の背番号は15。

### ヤクルト時代
2006年、春季キャンプを一軍で過ごしたが、以降はシーズンの序盤まで二軍で体力を養成。イースタン・リーグ公式戦での初登板では、ストレートで自己最速（当時）の145km/hを計測した。10月14日の対中日ドラゴンズ戦（ナゴヤドーム）に先発投手として一軍公式戦へのデビューを果たしたが、3回まで投げて4失点を喫しただけでシーズンを終えた。
2007年、春季キャンプから二軍生活に終始したが、シーズン中には球威が徐々に増加。8月には北京プレオリンピック野球日本代表に選ばれた。シーズン終了後にハワイ・ウィンターリーグへ派遣されると、3勝1敗2セーブ　防御率2.00という好成績を残した。
2008年、左腕の先発要員が手薄なチーム事情を背景に、春季キャンプを2年振りに一軍でスタート。レギュラーシーズンの開幕から一軍の先発ローテーションに入ると、4月4日の対中日戦（ナゴヤドーム）で、7回1失点8奪三振という好投の末に一軍公式戦での初勝利を挙げた。5月3日の対読売ジャイアンツ戦（明治神宮野球場）では、9回表1死まで巨人を無安打に抑えながら、亀井義行から初安打を浴びたことをきっかけに3失点で降板。チームも巨人の投手陣に完封されたため、完投目前の9回2死まで好投したにもかかわらず黒星を喫した。シーズン中の8月末に左肘内側側副靱帯の損傷が判明したが、経過観察のみで手術を回避した。
2009年、前年に痛めた左肘のリハビリを経て、シーズン後半に一軍へ復帰。復帰後に一軍公式戦9試合へ登板したが、制球面の課題を克服できないまま、1勝6敗、防御率7.12という成績にとどまった。
2010年、一軍の開幕先発ローテーションへ復帰すると、3月28日には、巨人との開幕カード第3戦（東京ドーム）に先発。巨人打線から11三振を奪った末に、巨人戦初勝利を収めた。4月18日に坊っちゃんスタジアムで催された対戦でも12奪三振で7回表まで無安打に抑えるなど、その後の先発登板でも巨人打線との相性が良く、巨人戦では通算で3勝1敗を記録。中日戦でも4勝1敗と好成績を残したが、阪神タイガースとの対戦では0勝3敗と相性の悪さを示した。シーズン通算では、一軍公式戦28試合の登板で、完投0ながら11勝10敗、防御率3.44をマーク。前田健太（広島東洋カープ）に次いでセントラル・リーグ2位の163奪三振を記録した一方で、与四球数（69）はリーグワースト2位、暴投数（10）はリーグ最多と制球難の改善に至らなかった。なお6月29日には、沖縄県内で35年振りに開かれた一軍公式戦（沖縄セルラースタジアム那覇での対横浜ベイスターズ戦）に先発登板。投げては8回を7被安打無失点、打っては2点適時打の活躍でシーズン3勝目を挙げたことから、試合後にはヒーローインタビューを受けた。
2011年、春季キャンプでは、一軍チーフ兼投手（当時）の荒木大輔から開幕投手への立候補を促されるほど期待されていた。実際には前年に続いて開幕から一軍の先発ローテーションに入ったが、開幕投手への起用を見送られたばかりか、開幕の直後に故障で出場選手登録を抹消。5月11日の対阪神戦（甲子園）で先発投手として一軍に復帰したものの、右脇腹を痛めたため、1回裏の途中で緊急降板。後の診察で右脇腹の肉離れが判明したため、およそ2ヶ月もの戦線離脱を余儀なくされた。7月29日の対巨人戦（東京ドーム）に先発で復帰すると、一軍公式戦初完投を完封勝利を記録するとともに、チーム54年振りの同カード8連勝に貢献。レギュラーシーズンでは一軍公式戦で4勝6敗にとどまったが、チームのレギュラーシーズン2位で臨んだ巨人とのクライマックスシリーズ(CS)ファーストステージ（神宮）では、救援で2試合に登板。1勝1敗で迎えた最終戦でセーブを挙げたことによって、チームを史上初のCSファイナルステージ進出に導いた。
2012年、レギュラーシーズンの開幕から先発ローテーションの一角を守りながら、一軍公式戦25試合に登板。4月に3勝を挙げるなど序盤から好調で、9月14日のDeNA戦では、4回までに2本のソロ本塁打を浴びたが、プロ初となる決勝適時三塁打を放った。シーズン2桁勝利と最終規定投球回を2年振りに達成するとともに、リーグ最多タイの2完封を記録した。防御率は（パシフィック・リーグを含む）規定投球回数到達者でワーストの3.88を記録した一方で、WHIPは通算で1.49をマーク。先発勝利試合での成績が防御率1.30、WHIP1.11であったのに対して、敗戦試合での成績が防御率9.17、WHIP2.27に達するなど、投球に安定感を欠いた。シーズン終了後の11月には、「侍ジャパンマッチ2012「日本代表 VS キューバ代表」」で、野球日本代表トップチームの一員として初めて登板した。
2013年、一軍のレギュラーシーズン開幕直前の3月27日に、7歳年上の女性と結婚。シーズンの序盤には、先発登板6試合のうち4試合で7イニング以上を投げたほか、3勝を記録するなど好調だった。セ・パ交流戦での救援登板を経て、リーグ戦の再開後に先発へ復帰したが、7～9月には1勝も挙げられなかった。シーズン通算では前年と同じく25試合に登板したが、勝利数は前年度を大幅に下回る5勝で、防御率も5.00にまで達した。
2014年、レギュラーシーズンを二軍でスタート。4月6日の対阪神戦（神宮）に救援投手として一軍公式戦でのシーズン初登板を果たしたが、2イニングを無失点に抑えて交代した後に腰の張りを訴えたため、翌4月7日に出場選手登録を抹消された。7月上旬から、先発要員として一軍に復帰。シーズン3度目の先発登板であった7月31日の対阪神戦（神宮）でシーズン初勝利を挙げたが、8月に右肩の関節炎で再び戦線を離脱。結局、一軍公式戦の登板はわずか7試合で、防御率3.79ながら2勝2敗に終わった。
2015年、一軍の開幕ローテーション入りを控えた3月26日に、横浜DeNAベイスターズとのイースタン・リーグ公式戦で、先発投手として調整登板。1回裏の初球に先頭打者へ死球を与えたことをきっかけに、8四死球11失点の乱調で、4回裏の途中で降板を余儀なくされた。この登板で開幕一軍入りを逃したばかりか、以降の同リーグ公式戦でも、登板のたびに四球を連発。シーズン終盤に制球がようやく安定したものの、同リーグの公式戦では、14試合の登板で2勝2敗、防御率8.33という成績にとどまった。結局、一軍公式戦への登板機会がないまま、シーズン終了後に背番号を43へ変更。オフに、久古健太郎と共に合同トレーニングを行った。引退後、この年の制球難は前年の腰の故障を原因とするイップスであったことを説明している。
2016年、中継ぎ要員として、レギュラーシーズンを3年ぶりに一軍で迎える。4月17日の対DeNA戦（坊っちゃんスタジアム）から11登板連続無失点を記録したり、2イニングをまたいだ登板を何度も経験したりするなど、ロングリリーフ中心の登板で救援陣を支えた。5月28日の中日戦では、1イニングを無失点に抑え、660日の白星を手にした。6月27日の対中日戦（神宮）で9回表に1イニングを投げてシーズン5勝目を記録したが、先発陣に故障者が続出したことを受けて、6月30日の対広島戦（MAZDA Zoom-Zoomスタジアム広島）でシーズン初先発。中3日での先発登板ながら、5回を投げて5被安打2失点で凌いだ末に、一軍公式戦としては2年振りの先発勝利を挙げた。ちなみに、チームはこの試合に勝利したことで、セ・パ交流戦の終盤から続いていた広島の連勝を11で阻止している。なお、一軍公式戦全体では、自己最多の52試合に登板。先発登板は2試合だけで、7勝3敗6ホールド、防御率3.90という成績を残した。
2017年、一軍の開幕ローテーションへ3年ぶりに復帰したが、調子が上がらず、シーズン途中から中継ぎに再び転向した。一軍公式戦への登板数は前年を大幅に下回る13試合で、1勝も挙げられずにシーズンを終えた。
2018年、春季キャンプを一軍で迎えながら、キャンプ中からコンディションが整わず、腰痛などに悩まされた。一軍公式戦への登板はわずか3試合で、防御率は31.50を記録。シーズン終了後の契約交渉では、NPBにおける年俸減額の上限（減俸率25%）を大幅に超える減俸を球団から提示された末に、前年から50%減の推定年俸1400万円という条件で契約を更改した。
2019年、前年の12月に腰の手術を受けた影響で、一軍公式戦での登板機会はなく、10月1日に球団から戦力外通告を受けた。その際に現役引退の勧告や引退セレモニー開催の打診を受けたが、シーズン終盤の9月からコンディションが上がっていることを理由にいずれも固辞。「挑戦してから（現役を）辞めても遅くはない」として、他球団で現役を続ける意向を示した。11月12日には、大阪シティ信金スタジアムで催された12球団合同トライアウトへ参加。対戦した3人の打者のうち、八百板卓丸に四球を与えたものの、最初に対戦した西岡剛を空振りで三振させるなど、残り2人を凡退させた。12月2日に自由契約公示された。
独立リーグでの現役続行も視野に入れていることから、オーストラリアで12月から開幕するオーストラリアン・ベースボールリーグにも、オークランド・トゥアタラとスポット契約を結んだうえで参加。9試合に登板し、2勝2敗、防御率2.73の成績を残した。

### 琉球時代
2020年2月14日、この年より始動した独立球団・琉球ブルーオーシャンズに入団することが発表された。なお、同日の会見は2日前に「元NPBの新入団選手発表およびお披露目」としか告知されていなかったことから様々な大物選手入団の臆測を呼んだため、「ネットではいろいろと騒がれていたんですが、すみません、僕です」と切り出し笑いを誘った。背番号はヤクルト入団当初に付けていた15。同月29日のオープニングゲームの対読売ジャイアンツ三軍（沖縄セルラースタジアム那覇）で早速中継ぎとして登板しているが、ユニフォームが間に合っていないのか、吉村裕基のユニフォームを着て登板していた。11月25日、契約期間満了をもって琉球を退団することが発表された。現役続行を宣言している。

### BCリーグ・栃木時代
2021年1月18日、ベースボール・チャレンジ・リーグの栃木ゴールデンブレーブスに入団することが発表された。背番号は引き続き15。9月22日、栃木球団から村中の退団と任意引退が発表され、現役を引退した。村中は引退に際し、「最後まで挑戦し続けることが出来たので、悔いなく選手生活を終える事が出来ます。本当にありがとうございました。」とコメントを残している。

### 現役引退後
2022年からは、度会博文らと共に、東京ヤクルトスワローズベースボールアカデミーのコーチを務めている。

## 選手としての特徴
スリー・クォーター気味のフォームから投げる平均球速142km/h、最速151km/hのストレート（※2011年10月31日巨人とのCSにてリリーフ登板時に計測）とスライダー、フォーク、SFF、フォーシーム、タイミングを外すカーブも使い投球を組み立てる。2010年春のキャンプではスラーブを習得。

## 人物
「恭兵」の名は、母の大好きな俳優・柴田恭兵にあやかって付けられた。プロ入り後の2010年、神宮外苑で練習中に偶然草野球をしていた柴田から声を掛けられ、激励を受けたことがある。因みに自らも幼少期の頃、柴田が出演する「あぶない刑事」に夢中だったという。
父・村中昭文は相模原市内に洋菓子店「ら・ふらんす」を2店舗構えるパティシエである。そのため村中本人もプリンが大好物で、初勝利の際にコメントを求められた父が「オフに特別なプリンを作る」ことを約束している。また2010年のファン感謝デーでは父の店のプリンを600本限定で販売した。
母校・東海大甲府の監督で指導を受けていた村中秀人とは血縁関係にないが、村中監督自身も高校時代は左腕エースだったという共通点がある。
さかなクンに似ているため、ヤクルト内でのあだ名は「さかなくん」。
ヤクルトでは、同じく高卒でドラフト1位指名で入団した由規、増渕竜義、赤川克紀らとともにドラ一四兄弟と呼ばれた（村中が長男）。

## 詳細情報

### 年度別投手成績
| 年 度      | 球 団      | 登 板 | 先 発 | 完 投 | 完 封 | 無 四 球 | 勝 利 | 敗 戦 | セ 丨 ブ | ホ 丨 ル ド | 勝 率 | 打 者 | 投 球 回 | 被 安 打 | 被 本 塁 打 | 与 四 球 | 敬 遠 | 与 死 球 | 奪 三 振 | 暴 投 | ボ 丨 ク | 失 点 | 自 責 点 | 防 御 率 | W H I P |
| ---------- | ---------- | ----- | ----- | ----- | ----- | -------- | ----- | ----- | -------- | ----------- | ----- | ----- | -------- | -------- | ----------- | -------- | ----- | -------- | -------- | ----- | -------- | ----- | -------- | -------- | ------- |
| 2006       | ヤクルト   | 1     | 1     | 0     | 0     | 0        | 0     | 1     | 0        | 0           | .000  | 18    | 3.0      | 6        | 1           | 4        | 0     | 0        | 1        | 0     | 0        | 4     | 4        | 12.00    | 3.33    |
| 2008       | ヤクルト   | 21    | 21    | 0     | 0     | 0        | 6     | 11    | 0        | 0           | .353  | 530   | 122.1    | 107      | 13          | 59       | 4     | 7        | 105      | 12    | 0        | 60    | 59       | 4.34     | 1.36    |
| 2009       | ヤクルト   | 9     | 9     | 0     | 0     | 0        | 1     | 6     | 0        | 0           | .143  | 202   | 43.0     | 49       | 5           | 25       | 0     | 3        | 35       | 4     | 0        | 34    | 34       | 7.12     | 1.72    |
| 2010       | ヤクルト   | 28    | 28    | 0     | 0     | 0        | 11    | 10    | 0        | 0           | .524  | 765   | 178.0    | 176      | 15          | 69       | 1     | 8        | 163      | 10    | 0        | 79    | 68       | 3.44     | 1.38    |
| 2011       | ヤクルト   | 15    | 15    | 2     | 1     | 0        | 4     | 6     | 0        | 0           | .400  | 352   | 84.0     | 76       | 10          | 30       | 1     | 4        | 60       | 2     | 0        | 45    | 40       | 4.29     | 1.26    |
| 2012       | ヤクルト   | 25    | 23    | 3     | 2     | 0        | 10    | 7     | 0        | 0           | .588  | 633   | 144.0    | 155      | 6           | 60       | 1     | 5        | 89       | 3     | 0        | 65    | 62       | 3.88     | 1.49    |
| 2013       | ヤクルト   | 25    | 18    | 0     | 0     | 0        | 5     | 9     | 0        | 0           | .357  | 520   | 111.2    | 139      | 12          | 55       | 1     | 8        | 65       | 5     | 0        | 65    | 62       | 5.00     | 1.74    |
| 2014       | ヤクルト   | 7     | 6     | 0     | 0     | 0        | 2     | 2     | 0        | 0           | .500  | 152   | 35.2     | 34       | 2           | 12       | 0     | 1        | 22       | 1     | 1        | 17    | 15       | 3.79     | 1.29    |
| 2016       | ヤクルト   | 52    | 2     | 0     | 0     | 0        | 7     | 3     | 0        | 6           | .700  | 292   | 67.0     | 63       | 9           | 38       | 0     | 5        | 51       | 1     | 0        | 29    | 29       | 3.90     | 1.51    |
| 2017       | ヤクルト   | 13    | 0     | 0     | 0     | 0        | 0     | 0     | 0        | 0           | ----  | 61    | 14.2     | 4        | 0           | 15       | 1     | 0        | 6        | 1     | 0        | 6     | 5        | 3.07     | 1.30    |
| 2018       | ヤクルト   | 3     | 0     | 0     | 0     | 0        | 0     | 0     | 0        | 0           | ----  | 16    | 2.0      | 4        | 1           | 5        | 0     | 1        | 3        | 1     | 0        | 7     | 7        | 31.50    | 4.50    |
| 通算：11年 | 通算：11年 | 199   | 123   | 5     | 3     | 0        | 46    | 55    | 0        | 6           | .455  | 3541  | 805.1    | 813      | 74          | 372      | 9     | 42       | 600      | 40    | 1        | 411   | 385      | 4.30     | 1.47    |

- 各年度の太字はリーグ最高

### 年度別守備成績
| 年 度 | 球 団    | 投手  | 投手  | 投手  | 投手  | 投手  | 投手     |
| 年 度 | 球 団    | 試 合 | 刺 殺 | 補 殺 | 失 策 | 併 殺 | 守 備 率 |
| ----- | -------- | ----- | ----- | ----- | ----- | ----- | -------- |
| 2006  | ヤクルト | 1     | 0     | 0     | 0     | 0     | ----     |
| 2008  | ヤクルト | 21    | 8     | 28    | 1     | 2     | .973     |
| 2009  | ヤクルト | 9     | 2     | 7     | 0     | 0     | 1.000    |
| 2010  | ヤクルト | 28    | 15    | 40    | 1     | 0     | .982     |
| 2011  | ヤクルト | 15    | 5     | 17    | 1     | 0     | .957     |
| 2012  | ヤクルト | 25    | 5     | 38    | 0     | 2     | 1.000    |
| 2013  | ヤクルト | 25    | 5     | 34    | 0     | 3     | 1.000    |
| 2014  | ヤクルト | 7     | 2     | 5     | 0     | 0     | 1.000    |
| 2016  | ヤクルト | 52    | 6     | 14    | 0     | 2     | 1.000    |
| 2017  | ヤクルト | 13    | 0     | 3     | 0     | 0     | 1.000    |
| 2018  | ヤクルト | 3     | 0     | 0     | 0     | 0     | ----     |
| 通算  | 通算     | 199   | 48    | 186   | 3     | 9     | .987     |

### 記録
初記録
投手記録
- 初登板・初先発：2006年10月14日、対中日ドラゴンズ22回戦（ナゴヤドーム）、3回4失点で敗戦投手
- 初奪三振：同上、3回裏に朝倉健太から空振り三振
- 初勝利・初先発勝利：2008年4月4日、対中日ドラゴンズ1回戦（ナゴヤドーム）、7回3安打3与四球1失点8奪三振
- 初完投勝利・初完封勝利：2011年7月29日、対読売ジャイアンツ15回戦（福島県営あづま球場）、3安打2与四球3奪三振

打撃記録
- 初打点：2008年4月19日、対阪神タイガース5回戦（明治神宮野球場）、4回裏に岩田稔から二塁ゴロの間に記録
- 初安打：2009年9月18日、対読売ジャイアンツ20回戦（明治神宮野球場）、3回裏に内海哲也から左前安打

### 独立リーグでの投手成績
| 年 度     | 球 団     | 登 板 | 先 発 | 完 投 | 完 封 | 無 四 球 | 勝 利 | 敗 戦 | セ 丨 ブ | ホ 丨 ル ド | 勝 率 | 打 者 | 投 球 回 | 被 安 打 | 被 本 塁 打 | 与 四 球 | 敬 遠 | 与 死 球 | 奪 三 振 | 暴 投 | ボ 丨 ク | 失 点 | 自 責 点 | 防 御 率 | W H I P |
| --------- | --------- | ----- | ----- | ----- | ----- | -------- | ----- | ----- | -------- | ----------- | ----- | ----- | -------- | -------- | ----------- | -------- | ----- | -------- | -------- | ----- | -------- | ----- | -------- | -------- | ------- |
| 2021      | 栃木      | 17    | 9     | 0     | 0     | 0        | 2     | 5     | 1        | 0           | .286  | 256   | 57.2     | 70       | 4           | 17       | -     | 3        | 33       | 3     | 0        | 40    | 26       | 4.06     | 1.51    |
| 通算：1年 | 通算：1年 | 17    | 9     | 0     | 0     | 0        | 2     | 5     | 1        | 0           | .286  | 256   | 57.2     | 70       | 4           | 17       | -     | 3        | 33       | 3     | 0        | 40    | 26       | 4.06     | 1.51    |

### 背番号
- 15（2006年 - 2015年、2020年 - 2021年）
- 43（2016年 - 2019年）

### 登場曲
- 「ANIMAL」GENERATIONS from EXILE TRIBE（2013年）
- 「Brave」ナオト・インティライミ（2014年）